# Sonnets (Shakespeare)
Pour les articles homonymes, voir Sonnet.
Les sonnets de Shakespeare, aussi appelés Les Sonnets, est le titre d'un recueil de sonnets écrits par William Shakespeare qui abordent des thèmes tels l'amour, le beau, la politique et la brièveté de la vie. Ils ont probablement été composés sur plusieurs années. Les 154 poèmes figurent dans l'édition de 1609 intitulée SHAKE-SPEARES SONNETS ; ce recueil comporte 152 sonnets inédits et deux sonnets publiés en 1599 (no 138 et 144) dans une anthologie intitulée Le Pèlerin passionné.

## Histoire

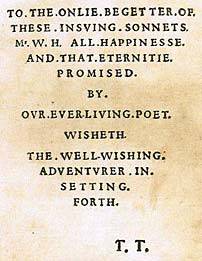
La page de dédicace des Sonnets.

Les conditions de la publication des Sonnets restent floues. Bien que cette œuvre fût écrite par Shakespeare, il n'est pas certain que l'éditeur, Thomas Thorpe, ait utilisé le manuscrit de Shakespeare avec sa permission. Par ailleurs, le recueil est dédié à un certain « Mr. W. H. », décrit par l'éditeur comme « le seul qui engendra » les poèmes (the only begetter), mais on ne sait pas qui est cet homme. La dédicace mentionne le poète comme « vivant à jamais » (ever-living), une expression qui alimente la controverse autour de la paternité des œuvres de Shakespeare, parce que cet adjectif est utilisé pour les défunts. (Shakespeare lui-même l'utilise dans ce sens dans Henry VI, part 1 (IV, iii, 51-2) : Henry V, mort, est « [t]hat ever-living man of memory ».) D'aucuns pensent que l'expression indique que le véritable auteur des Sonnets est mort en 1609, tandis que Shakespeare de Stratford vécut jusqu'en 1616. Le débat est alimenté par la présence d'un trait d'union dans le nom de Shakespeare sur la première de couverture et en haut de chaque page du recueil.
Les 17 premiers sonnets sont dédiés à un jeune homme et l'exhortent à se marier et à avoir des enfants, afin de transmettre sa beauté à la prochaine génération. Ce sont les sonnets de la procréation (en). Cependant, la majorité des sonnets (18 à 126) sont écrits à l'attention d'un jeune homme et expriment l'amour du poète pour lui. Les autres sonnets (127 à 152) sont consacrés à la maîtresse du poète et expriment son amour pour elle. Les deux sonnets finaux (153 et 154) sont allégoriques. La trentaine de sonnets finaux traitent de plusieurs problèmes, comme l'infidélité du jeune homme avec la maîtresse du poète, la volonté de contrôler son propre désir de luxure, la critique accablée du monde, etc.

## Structure
Les sonnets ont la même forme : trois quatrains suivis d'un distique final, tous composés (sauf rares exceptions) en pentamètre iambique (un mètre poétique très utilisé dans les pièces de Shakespeare) avec des rimes du type abab cdcd efef gg (on appelle cette forme le sonnet shakespearien). 
Souvent, le début du troisième quatrain marque le « tournant », ou la ligne où le poème fléchit vers autre chose, et où le poète exprime une révélation ou un entendement soudain.
Les seules exceptions sont les sonnets 99, 126 et 145. Le sonnet 99 a quinze lignes, le sonnet 126 comprend six distiques et deux lignes vides entre chevrons italiques, le sonnet 145 est écrit en tétramètre iambique (en), non en pentamètre.
Une autre exception à la structure anglaise standard se trouve dans le sonnet 29. Le schéma de la rime est modifié en répétant le b du premier quatrain dans le f du troisième quatrain. Cela rend le sonnet distinct du sonnet shakespearien et du sonnet spenserien.

## Quelques sonnets

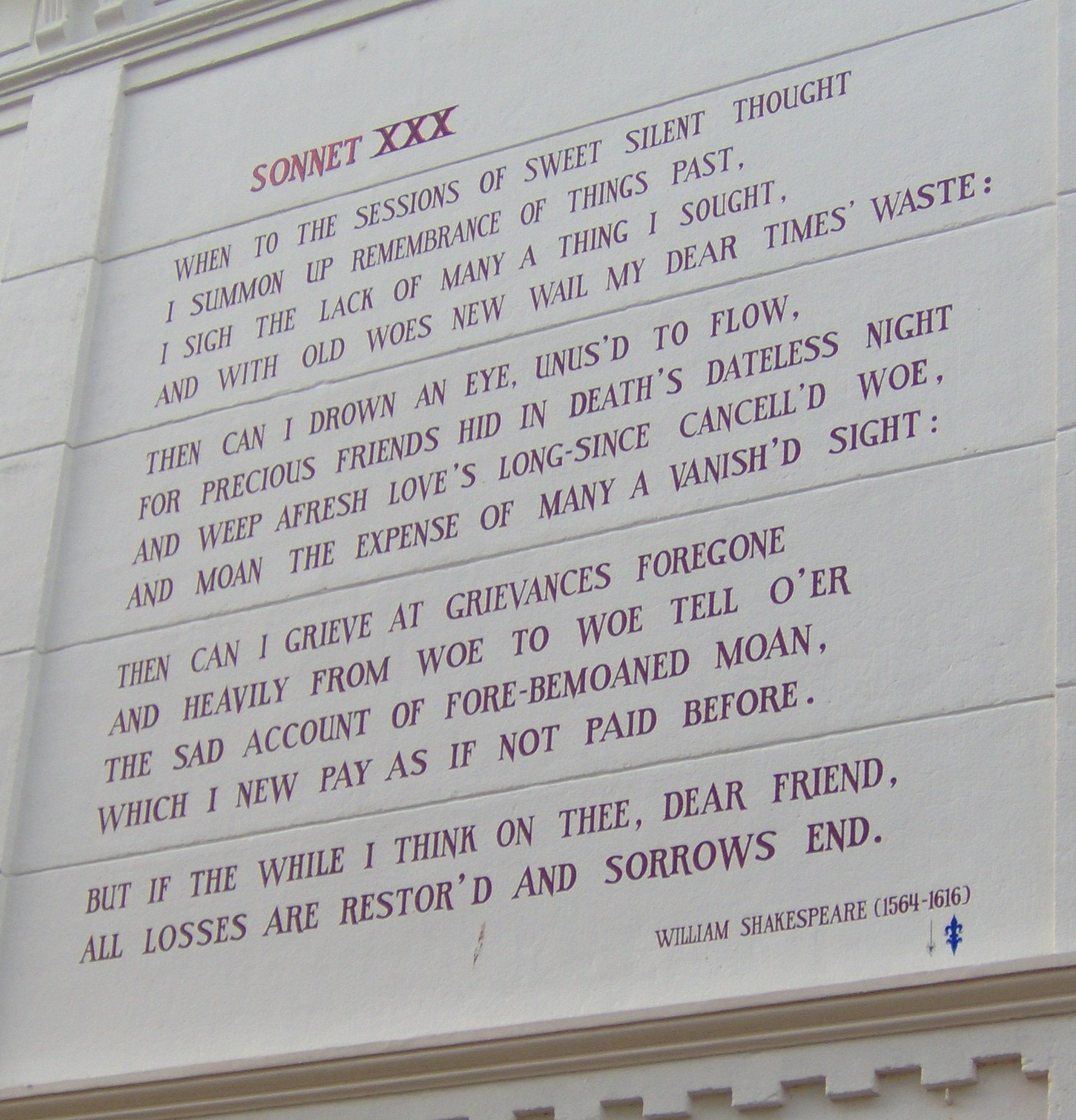
Le sonnet 30 de Shakespeare sur un bâtiment de Leiden, aux Pays-Bas.

Voici quelques sonnets choisis.

### Sonnet 18
« Shall I compare thee to a summer's day?
Thou art more lovely and more temperate.
Rough winds do shake the darling buds of May,
And summer's lease hath all too short a date.
Sometime too hot the eye of heaven shines,
And often is his gold complexion dimm'd;
And every fair from fair sometime declines,
By chance, or nature's changing course, untrimm'd;
But thy eternal summer shall not fade
Nor lose possession of that fair thou owest;
Nor shall Death brag thou wand'rest in his shade,
When in eternal lines to time thou grows't:
So long as men can breathe or eyes can see,
So long lives this, and this gives life to thee. »
— William Shakespeare, Sonnet 18

« Devrais-je te comparer à une journée d'été ?
Tu es plus tendre et bien plus tempéré.
Des vents violents secouent les chers boutons de mai,
Et le bail de l'été est trop proche du terme.
Parfois trop chaud l'œil du ciel brille,
Et souvent sa complexion dorée ternie,
Et toute beauté un jour décline,
Par hasard, ou abîmée au cours changeant de la nature ;
Mais ton éternel été ne se flétrira pas,
Ni perdra cette beauté que tu possèdes,
Et la Mort ne se vantera pas que tu erres parmi son ombre,
Quand en rimes éternelles à travers temps tu grandiras ;
Tant que les hommes respireront et tant que les yeux verront,
Aussi longtemps que vivra ceci, cela en vie te gardera. »
— Sonnet 18

### Sonnet 30
When to the sessions of sweet silent thought
I summon up remembrance of things past,
I sigh the lack of many a thing I sought,
And with old woes new wail my dear time's waste:
Then can I drown an eye, unused to flow,
For precious friends hid in death's dateless night,
And weep afresh love's long since cancell'd woe,
And moan the expense of many a vanish'd sight:
Then can I grieve at grievances foregone,
And heavily from woe to woe tell o'er
The sad account of fore-bemoaned moan,
Which I new pay as if not paid before.
But if the while I think on thee, dear friend,
All losses are restored and sorrows end.
« Remembrance of Things Past » (vers 2) est le titre de La Recherche de Marcel Proust dans la traduction originale en anglais, malgré l'opposition de l'auteur.

### Sonnet 73
That time of year thou mayst in me behold
When yellow leaves, or none, or few, do hang
Upon those boughs which shake against the cold,
Bare ruined choirs, where late the sweet birds sang.
In me thou seest the twilight of such day
As after sunset fadeth in the west,
Which by and by black night doth take away,
Death's second self, that seals up all in rest.
In me thou see'st the glowing of such fire
That on the ashes of his youth doth lie,
As the death-bed whereon it must expire
Consumed with that which it was nourish'd by.
This thou perceivest, which makes thy love more strong,
To love that well which thou must leave ere long.
Joseph Kau suggère dans un article intitulé « Daniel's Influence On An Image In Pericles and Sonnet 73: An Impresa of Destruction » que Samuel Daniel eut beaucoup d'influence sur ce sonnet.
Ce poème est utilisé par Alexandre Lokchine pour le second mouvement de sa Symphonie nº 5 « Sonnets de Shakespeare » (1969). Le premier mouvement utilise le sonnet 66.

### Sonnet 98
From you have I been absent in the spring,
When proud-pied April dress'd in all his trim
Hath put a spirit of youth in every thing
That heavy Saturn laugh'd and leap'd with him.
Yet nor the lays of birds nor the sweet smell
Of different flowers in odor and in hue
Could make me any summer's story tell.
Or from their proud lap pluck them while they grew;
Nor did I wonder at the lily's white,
Nor praise the deep vermilion in the rose;
These were but sweet, but figures of delight;
Drawn after you, you pattern of all those.
Yet seem'd it winter still, and, you away,
As with your shadow I with these did play.

### Sonnet 130
My mistress' eyes are nothing like the sun;
Coral is far more red than her lips' red;
If snow be white, why then her breasts are dun;
If hairs be wires, black wires grow on her head;
I have seen roses damasked, red and white,
But no such roses see I in her cheeks;
And in some perfumes is there more delight
Than in the breath that from my mistress reeks;
I love to hear her speak, yet will I know
That music hath a far more pleasing sound;
I grant I never saw a goddess go
(My mistress when she walks treads on the ground).
And yet by heaven I think my love as rare
As any she belied with false compare.

### Sonnet 154
The little Love-god lying once asleep
Laid by his side his heart-inflaming brand,
Whilst many nymphs that vow'd chaste life to keep
Came tripping by; but in her maiden hand
The fairest votary took up that fire
Which many legions of true hearts had warm'd;
And so the Generall of hot desire
Was sleeping by a virgin hand disarm'd.
This brand she quenched in a cool well by,
Which from Love's fire took heat perpetual,
Growing a bath and healthful remedy
For men diseased; but I, my mistress' thrall
Came there for cure, and this by that I prove,
Love's fire heats water, water cools not love.

## Les sonnets dans la littérature
- Le Portrait de Mr. W. H. de Oscar Wilde est basé sur l'interprétation de la liaison de Shakespeare avec un acteur jouvenceau (Mr. W.H.) et donc l'homosexualité de Shakespeare.

## Traductions allemandes
En 1932, Ludwig W. Kahn (de)  distingue trois périodes de traduction des Sonnets de Shakespeare en langue allemande : le romantisme, le XIXe siècle et la période de la réaction. La première tend à exacerber les passions, la deuxième à adopter un style plat et sobre ; la troisième à privilégier la froideur et l'opacité. Gottlob Regis, rattaché à l'ère romantique, n'a pas respecté la structure des sonnets mais a réussi à en rendre le rythme. 

## Traductions françaises
- Igor Astrow, Cent Sonnets de Shakespeare, Genève, éditions Perret-Gentil, 1967
- Poèmes et sonnets, version française d'Armel Guerne, éditions Rencontre, 1969
- Sonnets, version française de Pierre Jean Jouve, Mercure de France, 1969 ; Gallimard, 1975
- Sonnets, présentation et traduction de Jean Rousselot, Seghers, 1969 ; Chambelland, 1977
- Les Sonnets, Le Viol de Lucrèce, texte français et préface de Paul Arnold, Le Meilleur livre du mois, 1971
- Sonnets, choisis et traduits par Frédéric Langer, bilingue, la Découverte, 1985
- Les Sonnets, traduction et préface de André Prudhommeaux, l'Âge d'homme, 1990
- Les Sonnets, traduction de Charles-Marie Garnier, les Belles lettres, 1990
- Quarante sonnets, traduits par Jean-François Peyret, Actes Sud, 1990
- Les Sonnets, traduits et présentés par Jean Malaplate, l'Âge d'homme, 1993 ; Livre de Poche, 1996
- XXIV Sonnets de Shakespeare, traduction d'Yves Bonnefoy, Les Bibliophiles de France, 1994
- Sonnets, édition, traduction, introduction et commentaire de Daniel et Geneviève Bournet, Nizet, 1995
- Sonnets, traduction de Henri Thomas, Le Temps qu'il fait, 1995
- Les Sonnets, traduits de l'anglais et postfacés par Bernard Hœpffner, Mille et une nuits, 1999
- Œuvres complètes, Tragicomédies II, Poésies, traduction de Robert Ellrodt, Laffont, Bouquins
- Les Sonnets précédé de Vénus et Adonis et du Viol de Lucrèce, présentation et traduction d'Yves Bonnefoy, Poésie/Gallimard, 2007
- Sonnets, mis en vers français par Bertrand Degott, La Table ronde, 2007  (ISBN 9782710329527)
- Sonnets, traduction nouvelle de Claude Mourthé, Éditions de l'Atlantique, 2009
- Vingt-cinq sonnets, traduits de l'anglais par Claude Dandréa, Éd. de la Nuit, 2010
- Sonnets, nouvelle traduction de Frédéric Boyer, P.O.L., 2010.  (ISBN 978-2-8180-0472-2)
- Sonnets, traduits par William Cliff, Les Éditions du Hazard, 2010.  (ISBN 2-930154-25-X)
- Sonnets de Shakespeare, texte, notes et traduction de Pierre Hennequin, phennequin.wordpress.com, 2014
- Les Sonnets de Shakespeare : Édition bilingue français – anglais, traduits par Joël Hillion, L'Harmattan, 2015  (ISBN 978-2-343-05491-9)
- Les Sonnets, traduction de Françoise Morvan et André Markowicz, notes de Françoise Morvan, édition Mesures, 2023  (ISBN 978-2-490982-21-9). Cette traduction est la seule traduction française qui respecte la forme du sonnet anglais
- Sonnets et autres sonnets, traduction rimée et rythmée par Claude Neuman, édition bilingue, augmentée des vingt-cinq autres sonnets ou quasi-sonnets que l’on trouve disséminés par ailleurs dans l’œuvre de Shakespeare. Editions www.ressouvenances.fr, 2025